# Lokomotiva 756
Lokomotiva řady 756 je celková modernizace zastaralých a nehospodárných lokomotiv řad 750 a 753, které pro slovenského dopravce Železničná spoločnosť Cargo Slovakia prováděl slovenský podnik ŽOS Zvolen v licenci české společnosti CZ LOKO. Modernizace započala na základě pozitivních referencí z provozů rekonstruovaných strojů v Česku a Itálii. Lokomotiva je v mnoha rysech shodná s českými řadami 753.7 a 755, což je dáno licenční výrobou.

## Technické řešení
Do těchto lokomotiv byl instalován nový motor Caterpillar, jenž se vyznačuje menší spotřebou paliva a menší údržbovou náročností než původní motor ČKD. Nový je i trakční alternátor a většina dalších konstrukčních celků včetně klimatizovaných stanovišť strojvedoucího. Původní zůstala lokomotivní skříň, rám a podvozky i s původními trakčními elektromotory, případné závěskové vypružení bylo nahrazeno pryžokovovými sloupky. Vícenásobné řízení umožňuje ovládat dvě lokomotivy z jednoho stanoviště.

## Provoz
Rekonstruované lokomotivy řady 756 jsou určeny výhradně pro vozbu nákladních vlaků v traťové službě. Dobré výsledky přináší nový spalovací motor, vyznačující se oproti původnímu agregátu ČKD úsporným a ekologickým provozem a také až o 10 % nižší údržbovou náročností oproti lokomotivám v původním stavu. První lokomotiva 756.001 byla dokončena koncem roku 2008 a poté předána ke zkouškám, jež se odehrály na okruhu v Cerhenicích. Následně byla předána do depa Zvolen k dalšímu testování, jež dopadlo s dobrým výsledkem. Do roku 2010 bylo přestavěno celkem deset lokomotiv, jež jsou nasazeny ve dvojicích v těžké nákladní dopravě především na hlavní trati Zvolen – Košice se zájezdy do Žiliny, Vrútek a dalších destinací. Přestože se lokomotivy osvědčily, dále rekonstrukce nepokračovaly a dopravce ZSCS stále ve velké míře používá v traťové službě starší lokomotivy řad 751 a 752.

## Přehled rekonstruovaných strojů
- 92 56 1 756 001-4 – SRT Zvolen  (ex 750.219-8)
- 92 56 1 756 002-2 – SRT Zvolen  (ex 753.053-8)
- 92 56 1 756 003-0 – SRT Zvolen  (ex 750.149-7)
- 92 56 1 756 004-8 – SRT Zvolen   (ex 753.147-8)
- 92 56 1 756 005-5 – SRT Zvolen   (ex 753.165-0)
- 92 56 1 756 006-3 – SRT Zvolen   (ex 753.220-3)
- 92 56 1 756 007-1 – SRT Zvolen   (ex 753.256-7)
- 92 56 1 756 008-9 – SRT Zvolen   (ex 753.299-7)
- 92 56 1 756 009-7 – SRT Zvolen   (ex 753.255-9)
- 92 56 1 756 010-5 – SRT Zvolen   (ex 753.237-7)